# Линкольн (округ, Невада)
Линкольн (англ. Lincoln County) — округ, расположенный в штате Невада (англ. Nevada). Административный центр округа — город Пиоч (англ. Pioche).

## История
Округ Линкольн образован в 1866 году после переноса границы штата Невада на восток за счёт территории штата Юта и на юг за счёт территории штата Аризона. Своё название округ получил в честь 16-го президента Соединённых Штатов Америки Авраама Линкольна. Первоначально округ назывался округом Стьюарт по имени сенатора США Уильяма М. Стьюарта, но позднее согласно законопроекту округа принял текущее название. Первым административным центром округа был город Кристал-Спрингс, в 1867 году столица округа переехала в город Хайко, а в 1871 году была окончательно перенесена в город Пиоче.

## География
По данным Бюро переписи населения США округ Линкольн имеет общую площадь в 10 637 квадратных миль (27 549 квадратных километров), из которых 27 541 км² занимает земля и 8 км² — вода (0,03 % от общей площади). Несмотря на то, что округ занимает всего лишь третье место по площади в штате Невада, он является седьмым по площади территории среди всех округов Соединённых Штатов Америки, исключая округа штата Аляска.

### Главные автомагистрали
- Федеральная автодорога № 93
- Автомагистраль штата Невада № 318
- Автомагистраль штата Невада № 319
- Автомагистраль штата Невада № 375

### Заповедники и национальные парки
- Национальный заповедник Гумбольдт-Тойабе (часть)
- Национальный заповедник «Паранагат Вайлдлайф»
- Национальный заповедник «Пустыня Вайлдлайф»

### Соседние округа
- Уайт-Пайн — север
- Най — запад
- Кларк — юг
- Мохаве (Аризона)— юго-запад
- Вашингтон (Юта) — восток
- Айрон (Юта) — восток
- Бивер (Юта) — восток
- Миллард (Юта) — северо-запад

## Демография
По данным переписи населения 2000 года в округе Линкольн проживало 4.165 человек, 1.010 семей, насчитывалось 1.540 домашних хозяйств и 2.178 единиц сданного жилья. Средняя плотность
населения составляла 0,15 человек на один квадратный километр. Расовый состав округа по
данным переписи распределился следующим образом: 91,50 % белых, 1,78 % афроамериканцев, 1,75 % коренных американцев, 0,34 % азиатов, 0,02 % выходцев с тихоокеанских островов, 1,92 %
смешанных рас и 2,69 % — других народностей. 5,31 % населения составляли выходцы из
Испании или стран Латинской Америки.
29,00 % от всего числа зарегистрированных семей имели детей в возрасте до 18 лет, проживающих
вместе с родителями, 56,20 % представляли собой супружеские пары, живущие вместе, в 7,90 %
семей женщины проживали без мужей, а 34,40 % семей не являлись семьями как таковыми. 31,30 %
всех зарегистрированных домашних хозяйств представляли одиночки, при этом 16,10 % составили
одиночки старше 65 лет. Средний размер домашнего хозяйства составил 2,48 человека, средний
размер семьи — 3,15 человека.
Население округа по возрастному диапазону по данным переписи 2000 года распределилось следующим образом: 30,10 % — жители младше 18 лет, 6,00 % — между 18 и 24 годами, 21,90 % — от
25 до 44 лет, 21,90 % — от 45 до 64 лет, 16,20 % — старше 65 лет. Средний возраст жителей
округа при этом составил 37 лет. На каждые 100 женщин приходилось 107,90 мужчин, при этом на
каждых сто женщин 18 лет и старше приходилось 108,20 мужчин также старше 18 лет.
Средний доход на одно домашнее хозяйство в округе составил 31.979 долларов США, а
средней доход на одну семью в округе — 45.588 долларов США. При этом мужчины имели средний доход 40.048 долларов США в год против 23.571 доллар США среднегодового дохода у женщин.
Доход на душу населения в округе составил 17.326 долларов США в год. 11,70 % от всего числа
семей в округе и 16,50 % от всей численности населения находилось на момент переписи населения
за чертой бедности, при этом 19,60 % из них были моложе 18 лет и 17,40 % — в возрасте 65 лет и
старше.

## Города и посёлки

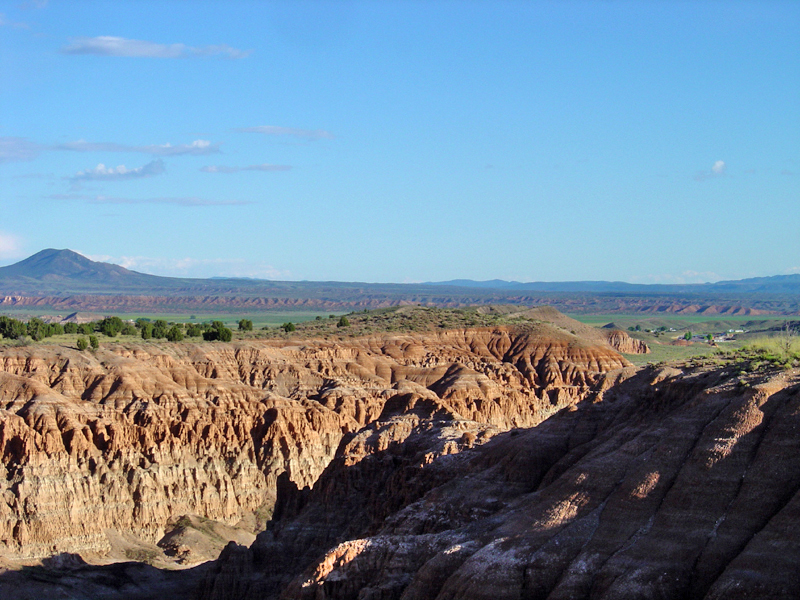
Около города Панака

- Пиоч (столица округа)
- Кальенте
- Карп
- Хайко
- Панака
- Рейчел
- Аламо
- Аш-Спрингс
- Урсайн
- Барклай
- Элджин
- Пони-Спрингс